# Shōichi Nakagawa
Pour les articles homonymes, voir Nakagawa (homonymie).
Shōichi Nakagawa (中川 昭一, Nakagawa Shōichi), né le 19 juillet 1953 et décédé le 4 octobre 2009, est un homme politique japonais, membre du Parti libéral démocrate (PLD). Il est élu à la Chambre des représentants du Japon pour l'ancien 4e district d'Hokkaidō de 1983 à 1996 puis pour le nouveau 11e district de l'île de 1996 à 2009. Il est ministre des Finances dans le 92e cabinet du Japon dirigé par Tarō Asō du 24 septembre 2008 à sa démission, le 17 février 2009.

## Origines, formation et carrière professionnelle
Bien que né à Tōkyō, où son père travaille, Shōichi Nakagawa est enregistré dans le koseki (registre familial japonais) du bourg de Hirō, dans le district du même nom de la sous préfecture de Tokachi sur la côte est de l'île d'Hokkaidō, d'où sa famille est originaire.
Il est, comme beaucoup de membres du gouvernement japonais, issu d'une dynastie politique. Il est le fils aîné d'Ichirō Nakagawa, figure majeure de la vie politique japonaise et du PLD durant les années 1970 et au début des années 1980, qui est député à la Chambre des représentants pour l'ancien 5e district électoral d'Hokkaidō de 1963 à 1983, chef de sa propre faction au sein du PLD et ministre de l'Agriculture, des Forêts et de la Pêche du 67e Cabinet du Japon dirigé par Takeo Fukuda du 28 novembre 1977 au 7 décembre 1978 et enfin directeur de l'Agence des Sciences et des Technologies dans le 70e Cabinet présidé par Zenkō Suzuki du 17 juillet 1980 au 27 novembre 1982. Le 9 octobre 1983, Ichirō Nakagawa est retrouvé mort dans la salle de bain d'un hôtel de Sapporo, et la police conclut rapidement à un suicide. La raison exacte de cet acte n'a jamais été découverte. L'oncle de Shōichi Nakagawa, Yoshio Nakagawa, est également un homme politique : ancien membre de l'Assemblée préfectorale d'Hokkaidō de 1979 à 1998 (il finit par présider cette assemblée locale de 1995 à 1998), il est élu à la Chambre des conseillers, pour la circonscription d'Hokkaidō, depuis 1998.   
Shōichi Nakagawa passe la majeure partie de son enfance, de sa scolarité ainsi que de sa carrière professionnelle à Tōkyō. Il est scolarisé au sein du prestigieux collège puis lycée privé Azabu dans l'arrondissement tokyoïte de Minato, de 1966 à 1972. En 1978, il sort diplômé en sciences politiques de droit de l'université de Tokyo et entre à la Industrial Bank of Japan (IBJ).

## Carrière politique
Le suicide de son père en janvier 1983 le propulse prématurément sur la scène politique. Il quitte alors la IBJ et se présente aux élections législatives de décembre 1983 dans la circonscription paternelle de l'ancien 5e district d'Hokkaidō. Bien qu'il n'y ait jamais vécu, il arrive en première position avec plus de 25 % des voix et est donc l'un des 5 députés élus dans cette circonscription comprenant les quatre sous-préfectures rurales formant le tiers est d'Hokkaidō (à savoir les sous-préfectures d'Abashiri, Nemuro, Kushiro et Tokachi) ainsi que, techniquement, le sud des îles Kouriles revendiqué par le Japon sous le nom de « Territoires du Nord ». Il est réélu dans cette circonscription, à chaque fois en arrivant en tête du scrutin, en 1986, 1990 puis 1993. Depuis la réforme du système électoral de 1994, appliqué pour la première fois aux élections législatives de 1996, qui voit le remplacement de l'ancien système du vote unique non transférable par le scrutin uninominal majoritaire à un tour, Shōichi Nakagawa est désormais élu pour le nouveau 11e district électoral d'Hokkaidō, ce qui correspond uniquement à la sous-préfecture de Tokachi.

### La faction au sein du PLD
Au sein du PLD, il adhère dans un premier temps à la faction fondée en 1979 par son père et plusieurs autres faucons nationalistes, l'Association des compagnons pour une réforme libérale (自由 革新 同友会, Jiyū-kakushin dōyūkai), dirigée à cette époque, depuis la mort en janvier 1983 d'Ichirō Nakagawa, par l'écrivain Shintarō Ishihara. Mais cette faction ne survit que peu de temps à son fondateur, se divisant petit à petit. Finalement, en novembre 1984, ses derniers membres, dont Nakagawa, rejoignent le Conseil pour la nouvelle politique Seiwa (清和 政策 研究会, Seiwa Seisaku Kenkyūkai ou Seiwakai), ou « faction Fukuda » (de Takeo Fukuda, ancien Premier ministre). Finalement, en 1998, il suit Shizuka Kamei qui fonde, avec des dissidents du Seiwakai et d'autres issus de l'importante faction très conservatrice de l'Institut de recherche en sciences politiques (政策 科学 研究所, Seisaku Kagaku Kenkyūjo), le Groupe pour un leadership volontaire (志帥会, Shisuikai). Celle-ci est aujourd'hui présidée, depuis le départ du PLD de Shizuka Kamei en 2005, par l'ancien ministre Bunmei Ibuki, le Shisuikai est donc plus généralement connu sous le nom de faction Ibuki (伊吹派, Ibuki-ha).   
Celle-ci défend majoritairement des positions conservatrices voire traditionalistes. Elle a toujours été très proche politiquement de Tarō Asō et s'est opposée globalement aux réformes libérales des gouvernements de Jun'ichirō Koizumi puis de Shinzō Abe, et tout particulièrement au projet de privatisation de la poste japonaise en 2005. Celui-ci pousse même une partie du groupe, emmenée par Shizuka Kamei, à quitter le PLD pour fonder un parti dissident, le Nouveau parti du peuple. Toutefois, elle comportait également une frange plus proche d'un certain libéralisme économique, se retrouvant dans cette faction par nationalisme, la rendant proche du néo-conservatisme de l'administration Bush. La tendance la plus libérale a adopté une position plus modérée vis-à-vis des réformes de Koizumi : Shōichi Nakagawa fut ainsi ministre de 2003 à 2006 (ministre de l'Économie, du Commerce et de l'Industrie puis ministre de l'Agriculture) et est l'un des rares membres de sa faction à soutenir la privatisation de la poste.
Nakagawa est également affilié au très influent lobby ouvertement révisionniste Nippon Kaigi.

### Les premières responsabilités
Shōichi Nakagawa n'hérite pas uniquement de la circonscription de son père, il hérite également de son intérêt pour l'agriculture. Il obtient ainsi son premier poste gouvernemental, sans être encore membre du Cabinet toutefois, en étant secrétaire parlementaire aux côtés du ministre de l'Agriculture, des Forêts et de la Pêche Hisao Horinouchi dans le 75e Cabinet du Japon dirigé par Sōsuke Uno du 3 juin au 10 août 1989. 
Il est ensuite directeur de la Commission de l'Agriculture, des Forêts et de la Pêche de la Chambre des représentants de 1990 à 1993, puis son directeur en chef ainsi que directeur de la Division de l'Agriculture et des Forêts du Conseil de la Recherche politique du PLD de 1993 à 1995. 
Mais il connaît aussi une ascension rapide au sein du parti au cours des années 1990 : il est ainsi vice-président du Conseil de la Recherche politique du PLD de 1995 à 1996, puis secrétaire général adjoint de 1996 à 1997 et président par intérim de son conseil exécutif en 1997. Il est président de la fédération du PLD à Hokkaidō à partir de 1997. 
Il obtient bientôt son premier poste au sein du Cabinet, en tant que ministre de l'Agriculture, des Forêts et de la Pêche dans le 84e Cabinet du Japon présidé par Keizō Obuchi du 30 juillet 1998 au 5 octobre 1999. Considéré comme un ardent défenseur du modèle japonais en matière de commerce agricole, il s'est alors opposé à la proposition américaine de baisser les prix de la pêche et des produits forestiers dans le cadre de l'APEC. Il affronte également les États-Unis lors des négociations de l'OMC sur les produits agricoles, le Japon rejoignant l'Union européenne (et surtout la France) en défendant la particularité et la « multifonctionnalité » de l'Agriculture et de ses produits, en essayant de maintenir les règles de contrôle sanitaire des marchandises importées et en refusant de se remettre uniquement à un grand marché mondial des denrées agricoles,.
Après son retrait du gouvernement, il reste toutefois un des principaux spécialistes des dossiers agricoles au sein de la majorité, en devenant successivement président de la Commission spéciale du PLD sur la politique commerciale pour l'Agriculture, les Forêts et la Pêche de 1999 à 2000, puis de la Commission spéciale du parti sur les problèmes de pêche internationale de 2000 à 2001 et de la Commission de Recherche sur le Commerce des produits agricoles, forestiers et de la pêche de 2001 à 2003.

### Ministre de Koizumi
Bien que sa faction soit globalement opposée aux réformes libérales de Jun'ichirō Koizumi, Shōichi Nakagawa se rapproche de ce dernier dont il partage la vision d'un commerce fondé sur des accords de Libre-échange directement négociés entre les États, et le moins possible établi par les organisations internationales comme l'OMC. Il défend également la diplomatie de confrontation avec la république populaire de Chine et la Corée du Nord menée par le Premier ministre. 
Il est alors nommé ministre de l'Économie, du Commerce et de l'Industrie (METI), poste de première importance dans le gouvernement japonais, à la fin du premier, durant la totalité du second et au début du troisième cabinet de Koizumi, du 20 septembre 2003 au 31 octobre 2005. Il acquiert à ce poste une réputation de négociateur efficace, renforçant le réseau de partenaires commerciaux liés au Japon par un accord de libre-échange. L'une de ses principales réussites fut la signature, en mars 2004, d'un accord avec le Mexique concernant une augmentation des importations de produits agricoles (surtout de porc et d'oranges) mexicains en échange de quoi ce pays achèterait plus de produits manufacturés (essentiellement de l'acier et des automobiles) japonais. Il a également lancé des négociations pour renforcer les liens commerciaux avec l'Inde, les pays d'Asie du Sud-est. Il s'est aussi opposé à l'administration américaine concernant la hausse des prix de l'acier et les pressions sur le yen pour le faire flotter à la hausse.
À la suite du remaniement ministériel du troisième gouvernement de Jun'ichirō Koizumi, le 31 octobre 2005, il retrouve le ministère de l'Agriculture, des Forêts et de la Pêche et reprend son attitude de défenseur ardent des produits agricoles japonais et de la sécurité alimentaire. Il s'oppose donc une nouvelle fois aux États-Unis au sujet de l'importation de viande bovine provenant des États-Unis, stoppée en 2003 par le Japon à la suite de l'apparition de cas d'encéphalopathie spongiforme bovine en Amérique du Nord : Shōichi Nakagawa refuse ainsi de céder aux pressions américaines visant à atténuer les contrôles sanitaires japonais des produits importés, et refuse d'autoriser l'entrée de viande bovine provenant des États-Unis sans avoir écarté auparavant tous les doutes concernant l'encéphalopathie. Si le Japon lève un temps son embargo en décembre 2005, à la condition que la viande provienne d'animaux de moins de 20 mois et que les parties « à risques » (cerveau et moelle épinière) soient retirées, la découverte d'un chargement de bœuf américain comportant de la moelle épinière pousse le Japon à cesser à nouveau les importations à partir du 20 janvier 2006. Finalement, après avoir envoyé des vétérinaires dans les 35 abattoirs souhaitant exporter de la viande vers l'archipel, le gouvernement accepte de lever définitivement l'interdiction le 21 juin 2006, avec les mêmes restrictions qu'en décembre 2005, réglant par la même occasion partiellement le principal contentieux existant entre Tōkyō et Washington.

### Ministre des Finances d'Asō
Après le retrait de Jun'ichirō Koizumi, il soutient Shinzō Abe lors de l'élection du président du PLD du 20 septembre 2006. Une fois sa victoire acquise, Abe nomme Nakagawa comme président du Conseil de la Recherche politique du parti jusqu'au 27 août 2007. Par la suite, après la démission d'Abe en septembre 2007, il devient l'un des principaux partisans de Tarō Asō dont il partage le discours nationaliste, la volonté d'adopter une attitude ferme à l'égard de la république populaire de Chine et la Corée du Sud mais aussi son opposition à la rigueur budgétaire. Il soutient ainsi Asō aux élections à la présidence du PLD du 23 septembre 2007 (qu'il perd face à Yasuo Fukuda) puis du 22 septembre 2008 (qu'il emporte).
Partisan de la relance de l'économie japonaise par l'intervention de l'État et par la stimulation de la consommation en augmentant le pouvoir d'achat des classes moyennes, et donc de la baisse des impôts, Shōichi Nakagawa est nommé par Tarō Asō, devenu Premier ministre le 24 septembre 2008, ministre des Finances. Il est chargé de gérer à ce poste la crise financière qui touche très fortement l'archipel. Il est ainsi l'un des principaux architectes, avec le ministre de la Politique économique et fiscale Kaoru Yosano, du premier plan de relance du gouvernement Asō, présenté le 30 octobre 2008, d'un montant de 26 900 milliards de yens (207 milliards d'euros) visant tout d'abord à dynamiser la consommation (par des réductions fiscales, des aides directes aux ménages comme la hausse ou la création de nouvelles allocations familiales ou vieillesses, la mise en place de prêts bonifiés et à terme une augmentation sur 3 ans du taux de la taxe sur la consommation, jusqu'ici établi à 5 %) et à aider les petites et moyennes entreprises et les petites et moyennes industries qui assurent 70 % des emplois du Japon. Il est rapidement suivi, dès le 12 décembre 2008, par l'injection de 23 000 milliards de yens (192 milliards d'euros) supplémentaires, dont 10 000 milliards de mesures fiscales (surtout des réductions d'impôts pour les propriétaires immobiliers, devant servir notamment à financer des logements et autres aides sociales aux travailleurs temporaires licenciés contraints de quitter l'habitation fournie par leur employeur) et 13 000 milliards d'aides aux entreprises en difficultés (notamment en favorisant l'octroi de crédits ou par l'achat des traites émises par les sociétés pour leur permettre de lever des fonds).
Le 17 février 2009, après avoir été soupçonné d'ébriété pendant une conférence de presse lors du sommet du G8 de Rome, il annonce sa démission du gouvernement, démission qui est effective après le vote par le parlement du budget de l'État pour l'année 2009-2010. Il est remplacé par Kaoru Yosano qui cumule ce poste avec celui de ministre de la politique économique et fiscale.
Quelques mois plus tard, lors des élections législatives du 30 août 2009 qui offrent une large victoire au principal parti d'opposition du Japon, le PDJ, Shōichi Nakagawa est lui-même battu dans le fief historique de la famille Nagakawa (le 11e district d'Hokkaidō) par un jeune candidat démocrate, Tomohiro Ishikawa.

## Décès
Le 4 octobre 2009, il est retrouvé mort dans son appartement de Setagaya à Tōkyō par son épouse, Yūko Nakagawa, à 56 ans. Aucune lettre de suicide ne semble avoir été laissée, mais des somnifères ont été retrouvés sur sa table de chevet ainsi que des traces de vomissures en petite quantité dans le lit. Une enquête est immédiatement lancée, mais une première autopsie, réalisée le jour même, ne réussit pas à déterminer les causes exactes du décès, tout en révélant des anomalies cardiovasculaires et la présence d’alcool dans le corps du défunt. La police écarte rapidement l'hypothèse du suicide et celle d'une intoxication alcoolique, et parle d'insuffisance cardiaque. Quoi qu'il en soit, sa mort prématurée a profondément surpris l'opinion publique et la classe politique japonaise, l'ancien Premier ministre Tarō Asō déclarant : « Je suis tellement choqué que je ne sais quels mots dire », tandis que le ministre des Finances du moment, Hirohisa Fujii, issu du parti adverse, lui rend hommage en ces termes : « Je voudrais exprimer mes plus sincères condoléances. Il avait fait un bon travail en tant que ministre des Finances, ceci est donc regrettable ».

## Opinions et controverses
Sur le plan économique, Shōichi Nakagawa défend durant toute sa carrière politique un certain modèle de libre-échangisme. Mais il soumet celui-ci à une forme de patriotisme économique, les accords de libre-échange devant être négociés directement par les États, les producteurs japonais défendus et des règles strictes concernant le maintien d'une certaine qualité (notamment pour ce qui est des produits agricoles) doivent être mises en place. De plus, il s'oppose aux restrictions budgétaires et considère au contraire que l'État doit massivement dépenser pour aider à la relance de l'économie, et se rapproche ainsi du Keynésianisme.
Faucon et nationaliste en matière de politique étrangère et conservateur, voire traditionaliste, sur le plan social, il a été à l'origine de plusieurs controverses, dont les principales ont été :
- le 31 juillet 1998, alors qu'il vient tout juste d'être nommé ministre de l'Agriculture, il déclare que le fait que les « femmes de réconfort » (nom donné aux femmes contraintes de se prostituer pour l'armée impériale japonaise durant la Seconde Guerre mondiale) aient été amenées de force dans les maisons de passe japonaises est incertain, et exprime des doutes sur la nécessité d'enseigner ce passage de l'histoire asiatique aux enfants japonais. Sous la pression du Premier ministre, il se rétracte quelques heures plus tard en admettant qu'il s'agissait d'un « recrutement forcé »[21].
- Après que le gouvernement nord-coréen a annoncé avoir réalisé un essai nucléaire le 9 octobre 2006, Shōichi Nakagawa appelle à réfléchir sur les moyens de se protéger contre l'éventuelle menace nucléaire que représente le régime de Pyongyang, quitte à ce que cela implique que le Japon se dote lui-même de l'arme atomique[22],[23].
- Dans une interview donnée au Daily Telegraph le 6 janvier 2007, il déclare que : « Les femmes ont leur propre place : elles doivent être féminines. Elles ont leurs propres aptitudes et celles-ci doivent être pleinement exercées, par exemple dans l'arrangement floral, la couture ou la cuisine. Ce n'est pas une question de bien ou de mal, mais nous devons accepter le fait que les hommes et les femmes sont génétiquement différents[24]. »